# Anastaticeae
Anastaticeae,  tribus biljaka iz porodice krstašica opisan 1821. Ime je dobio po monotipskom rodu  Anastatica ili ruži iz jerihona.
Većina vrsta raste po pustinjskim krajevima Afrike i Azije; rod Lachnocapsa ograničen je na otok Sokotra, Parolinia na Kanarske otoke a rodovi Lobularia (češlika, lobularija.), Maresia i Marcus-kochia imaju predstavnike i u Europi.
U Hrvatskoj ima nekoliko vrsta to su primorska češlika (L. maritima) i  M. nana.
Godine 2019. otkrivena je nova vrsta M. kilianii koja raste kao endem jedino u Jemenu.

## Rodovi
Tribus ima 10 rodova:
1. Farsetia Turra  (28 spp.)
2. Lobularia Desv.  (4 spp.)
3. Diceratella Boiss.  (9 spp.)
4. Lachnocapsa Balf.f.  (1 sp.)
5. Morettia DC.  (4 spp.)
6. Parolinia Webb  (7 spp.)
7. Anastatica L.  (1 sp.)
8. Notoceras W. T.  Aiton (1 sp.)
9. Eremobium  Boiss.  (1 sp.)
10. Cithareloma Bunge (2 spp.)